# Стефан Кандзежавський
Стефан Кандзежавський (пол. Stefan Kadzierzawski) (народився орієнтовно в 17 столітті в Слонімі)— шляхтич слонімський, дворянського кола-герба Новина з роду Кандзежавських. Державний діяч Великого князівства Литовського, організатор слонімського військового ополчення, земський суддя та депутат Трибуналу Радомського (з 1659 року), каштелян Мінський (1661–1663) та каштелян Смоленський (1663—).

## Короткі відомості
Стефан Кандзежавський був з дворянського роду Кандзежавських, які стояли за гербом Новина. Його батько Микола Кандзежавський, був підстаростою та військовим очільником в Слонімі та довкола нього, а мати, Гелена Гедройц, була дочкою вільнянського підстарости. Оженився на Олександрі Бжастовській — сестрі трокайського воєводи і мав від неї двох синів: Константина, а ім'я другого не відоме (лише знають, що той помер в Парижі)
Стефану ще замолоду була уготована участь в облаштуванню рідної округи. Цей дворянин пройшов усі щабелі королівської служби: від містечкового військового очільника, земського судді, депутата земельних та воєводських зібрань — до королівського намісництва (каштелянство в Мінську та Смоленську).